# 훔 툼하레 하인 사남
훔 툼하레 하인 사남(Hum Tumhare Hain Sanam)은 인도에서 제작된 K.S. 아디야만 감독의 2002년 드라마, 멜로/로맨스 영화이다. 살만 칸 등이 주연으로 출연하였다.

## 출연

### 주연
- 살만 칸
- 샤룩 칸

### 조연
- 마두리 딕시
- 아이쉬와라 라이
- 아록 나스
- 아루나 이라니
- 디네시 힌구

## 제작진
- 각색: 아쇽 메타